# Geelskov
 Ikke at forveksle med Gelskov.
Geels Skov er en statsskov i Rudersdal Kommune. Vestsiden af skoven afgrænses af Nordbanen mellem Holte og Virum. 
Skoven krydses af Kongevejen, som således opdeler den i en østside og en vestside. Midtvejs, på dette stykke af Kongevejen ligger Geels Bakke, hvor der på begge sider er parkeringspladser med tilslutning til skoven. Fra Holte Station er der sti op i skoven.
Skoven er året rundt et populært rekreativt grønt område i Region Hovedstaden. Skoven byder på hundeluftning uden snor, mountainbikestier, liverollespil, kælkning, tre bålpladser og en primitiv teltplads. 
Skoven er stiforbunden med naboskovene Kirkeskoven og Ravnholm Skov.
Ved sydsiden af Geels Bakke står på østsiden en kopi af den oprindelige milepæl. Flere oldtidsminder er registrerede i skoven.
Midt i skoven ligger Holtekollen, der i flere perioder, i årene 1947-1980, var i brug som skihopanlæg. I dag er kun en stor bakke tilbage.
I Geels Skov, blev frisørægteparret Hildur Ruth Nielsen og Yngve Marinus Nielsen henrettet som stikkere to dage efter befrielsen. Hildur der var gravid i niende måned og Yngve efterlod sig en datter på 13 år.
I østdelen af skoven er der sat pæle op til orienteringsløb.